# Tw11
Tw11 – polskie oznaczenie parowozu towarowego austriackiej serii kkStB 180.

## Historia
Parowóz ten został wprowadzony do użytku na kolejach austriackich w 1900 r. Maszyna zaprojektowana została przez Karla Gölsdorfa do użytku na trasach górskich. Parowóz wykorzystywał parę nasyconą i silnik sprzężony. Zbudowano 239 lokomotyw tej serii, w tym 181 podstawowego modelu, o numerach na kolejach austriackich 180.01–180.181 oraz 58 ulepszonej podserii 180.5, wyposażonej w osuszacz pary, o numerach 180.500–180.557. W okresie międzywojennym na PKP pracowało 11 maszyn tej serii, oznaczonych jako Tw11, w tym 6 lokomotyw podserii 180.5. W 1909 r. seria 180 została zmodernizowana, zastosowano w niej silnik bliźniaczy wykorzystujący parę przegrzaną. Oznaczono ją jako seria 80 (Tw12), produkowana w latach 1911-1921..

## Dane techniczne[2]
- średnica cylindrów – 590/850 mm
- skok tłoka – 632 mm
- średnica kół napędnych – 1260 mm
- ciśnienie pary w kotle – 14 at
- powierzchnia ogrzewalna kotła – 137,8 m²
- powierzchnia przegrzewcza – 31,0 m²
- powierzchnia rusztu – 3,4 m²
- masa służbowa – 69,4 t
- prędkość konstrukcyjna – 50 km/h
- tender serii – 16 Cl1
- pojemność skrzyni na wodę – 16,0 m³
- pojemność skrzyni na węgiel – 6,0 t
- masa służbowa – 39,0 t